# Rivière Tawachiche
Rivière Tawachiche är ett vattendrag i Kanada.   Det ligger i provinsen Québec, i den sydöstra delen av landet, 290 km nordost om huvudstaden Ottawa.
I omgivningarna runt Rivière Tawachiche växer i huvudsak blandskog. Runt Rivière Tawachiche är det mycket glesbefolkat, med 6 invånare per kvadratkilometer.